# Gétigné
Gétigné (bretonisch Yestinieg) ist eine französische Gemeinde mit 3794 Einwohnern (Stand: 1. Januar 2022) im Département Loire-Atlantique in der Region Pays de la Loire; sie gehört zum Arrondissement Nantes und zum Kanton Clisson.
Die Einwohner werden Gétignois(es) genannt.

## Geographie
Gétigné liegt etwa 25 Kilometer südöstlich von Nantes zwischen den Flüssen Sèvre Nantaise und Moine.

### Nachbargemeinden
Umgeben ist Gétigné von den Nachbargemeinden Sèvremoine im Norden und Osten, Boussay im Südosten, Cugand-la-Bernardière im Süden und Südwesten sowie Clisson im Westen und Nordwesten.

## Bevölkerungsentwicklung
| 1962 | 1968 | 1975 | 1982 | 1990 | 1999 | 2006 | 2017 |
| ---- | ---- | ---- | ---- | ---- | ---- | ---- | ---- |
| 1946 | 2007 | 2274 | 2749 | 2912 | 3074 | 3305 | 3669 |

## Wirtschaft und Infrastruktur
Die Weinbaugebiete des Muscadet und Gros Plant du Pays Nantais reichen in die Gemeinde hinein. Die frühere Route nationale 762 (heutige D762) führt durch Gétigné.

## Sehenswürdigkeiten

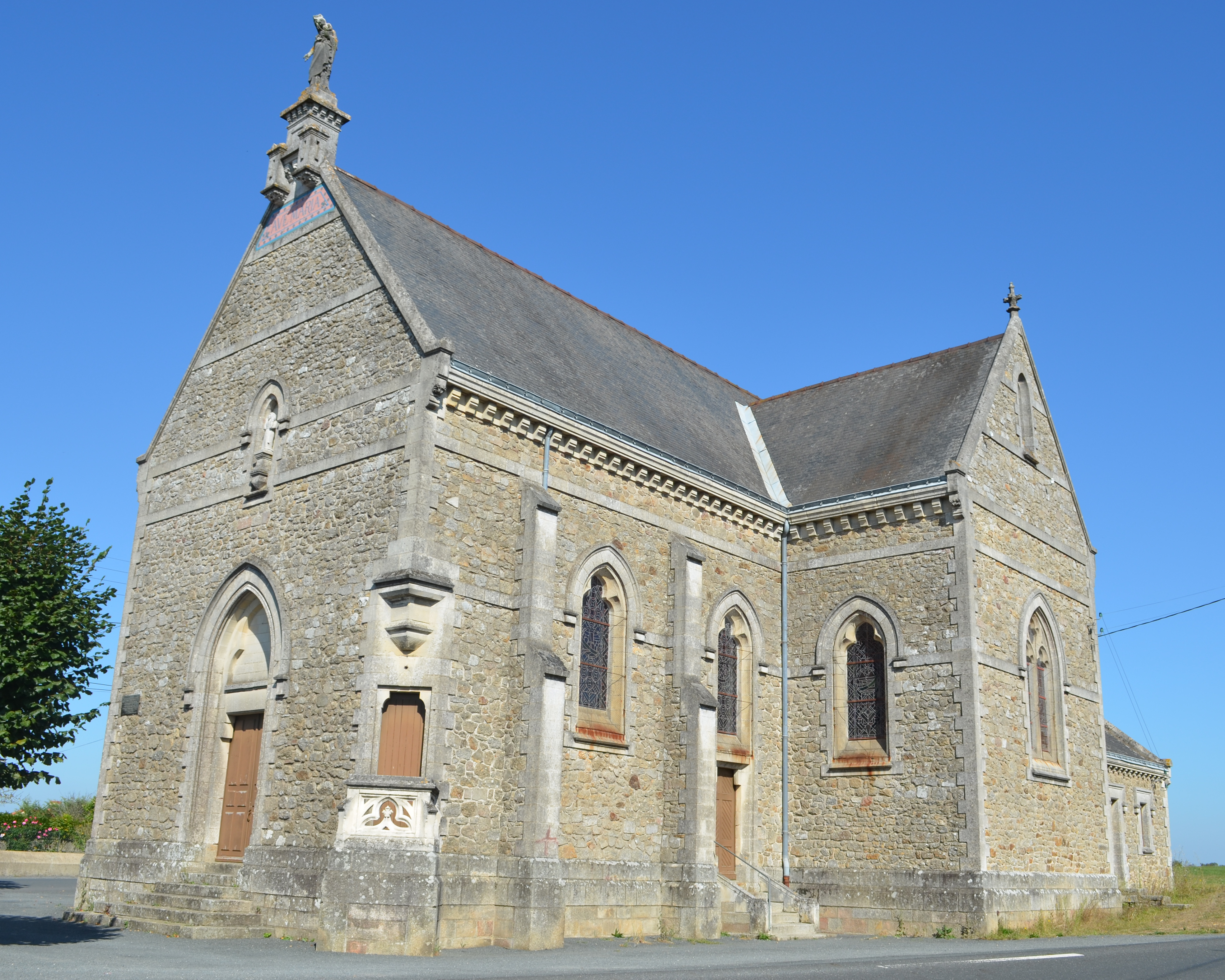
Kapelle Notre-Dame de Toutes Joies

- Kirche Sainte-Radegonde (später Saint-Sébastien)
- Kapelle Notre-Dame de Toutes Joies
- Kapelle Sainte-Anne von L’Annerie
- Kapelle Notre-Dame de Recouvrance, im 20. Jahrhundert wieder errichtet, mit Skulpturen u. ä. aus dem 15. Jahrhundert, Monument historique seit 1962
- Domäne Garenne Lemot, Park von 1811 bis 1815 von François-Frédéric Lemot und Mathurin Crucy gestaltet, seit 1969 Monument historique
- Mühlen von Fouques, Breil und Persimon, jeweils aus dem 16. Jahrhundert

Die Grotte d'Héloïse liegt nahe der Serve Nantaise.